# Kuala Krai
Huyện Kuala Krai là một huyện thuộc bang Kelantan của Malaysia. Huyện Kuala Krai có dân số thời điểm năm 2010 ước tính khoảng 101370 người.